# Staffanstorp, Ödeshögs kommun
Staffanstorp är en by i Ödeshögs socken i Ödeshögs kommun som ligger vid Gyllingesjön, (förhistoriskt namn Gylling) även kallad Staffanstorpasjön.

## Etymologi
Det är inte bildat av mansnamnet Staffan utan är en förvanskning av Stavsjötorp. Stav syftar här på gräns. Från början syftade det på gränsstavar som sattes upp för att merkera en gräns. sedermera fick det betydelse av just gränses. Stavsjön betyder helt enkelt sjön som är gräns, i detta fall mellan Östergötland och Småland.
Gylling kan häledas ur gull som är ett äldre ord för guld. Gull är vanligt och används ofta om glänsande vatten. Gylling skulle då kunna tolkas till den glänsande sjön.

## Karta
- Enkel kartskiss utvisande Staffanstorps läge i förhållande till Gyllingesjön och Stava skiss 3 [3]